# Evangelos Doudesis
Evangelos Doudesis (Grieks: Ευάγγελος Δουδέσης) (12 maart 1985) is een Griekse waterpolocoach en voormalige waterpolospeler. In september 2021 werd hij aangesteld als bondscoach van het Nederlandse vrouwenteam. Eerder was hij assistent-coach van het Nederlandse vrouwenteam (2017-2021) en coach van het vrouwenteam van Polar Bears (2015-2019).

## Loopbaan
Als waterpolospeler kwam Doudesis uit voor verschillende teams in Griekenland, waaronder N.C. Vouliagmeni, A.O. Paleo Faliro en N.O. Argostoli. In 2013, toen hij naar Nederland verhuisde om sportmanagement te studeren aan het Johan Cruyff Institute, kwam hij als speler uit voor Polar Bears in Ede. 
In 2015 kreeg Doudesis een aanstelling als coach van het vrouwenteam van Polar Bears, dat in 2018 landskampioen werd en in 2019 de KNZB beker won. 
In 2016 werd hij assistent-coach van het Nederlandse jeugdteam tijdens het wereldkampioenschap voor junioren, waarna de toenmalige bondscoach Arno Havenga, hem als assistent-bondscoach vroeg. Zijn aanstelling als bondscoach volgde in september 2021, nadat Havenga zich had teruggetrokken.

## Resultaten
- 2018:  – Landskampioen met Polar Bears
- 2018:  – Europees kampioenschap (als assistent-bondscoach)
- 2019:  – KNZB beker met Polar Bears
- 2021: 6e – Olympische Spelen (als assistent-bondscoach)
- 2022:  – Wereldkampioenschap
- 2022: 4e – Europees kampioenschap
- 2022: 4e – World League
- 2023:  – Wereldbeker
- 2023:  – Wereldkampioenschap
- 2024:  – Europees kampioenschap
- 2024:  – Olympische Spelen